# Docidocercus
Docidocercus is een geslacht van rechtvleugeligen uit de familie sabelsprinkhanen (Tettigoniidae). De wetenschappelijke naam van dit geslacht is voor het eerst geldig gepubliceerd in 1960 door Beier.

## Soorten
Het geslacht Docidocercus omvat de volgende soorten:
- Docidocercus chlorops Nickle, 1989
- Docidocercus fasciatus Beier, 1960
- Docidocercus fraternus Saussure & Pictet, 1898
- Docidocercus gausodontus Montealegre-Z. & Morris, 1999
- Docidocercus gigliotosi Griffini, 1896
- Docidocercus nigrescens Brunner von Wattenwyl, 1895
- Docidocercus pehlkei Beier, 1960
- Docidocercus sagittatus Saussure & Pictet, 1898